# Hsinbyushin
Re Hsinbyushin (in lingua birmana: Hsinbyushin ဆင်ဖြူရှင်, trascrizione IPA: /sʰɪ̀ɴ pʰjú ʃɪ̀ɴ/; in lingua thai: มังระ, trascrizione RTGS: Mangrah) (Moksobo, 12 settembre 1736 – Ava, 10 giugno 1776) è stato un sovrano birmano.
Fu il terzo re della dinastia Konbaung di Birmania dal 1763 al 1776 e secondo figlio del capostipite Alaungpaya. È considerato il più bellicoso tra i sovrani Konbaung ed è famoso per le vittoriose guerre contro la Cina della dinastia Qing e il Regno di Ayutthaya dei siamesi.
Ottenne la più grande serie di conquiste per il suo Paese dai tempi di re Bayinnaung nel XVI secolo, anche se non poté mantenere a lungo il controllo sul Siam. La vittoria sui cinesi è stata definita la più importante nella storia militare della Birmania. Secondo lo studioso di storia birmana Harvey, i traguardi raggiunti in campo militare da Hsinbyushin mettono in ombra le gesta del padre Alaungpaya. Fece inoltre ingrandire la pagoda Shwedagon alle sue odierne dimensioni nell'aprile del 1775.

## Biografia

### Carriera militare
Nato come Maung Ywa in un villaggio 100 km a nord-ovest di Ava, fu il vice-comandante in capo nell'esercito del padre durante le campagne contro il Regno Restaurato di Hanthawaddy che riunificarono la Birmania tra il 1752 e il 1759. Il 29 febbraio 1752, il padre Alaungpaya fu acclamato re della nuova dinastia Konbaung. Nella prima fase del conflitto, fu Maung Ywa a rompere l'assedio di Ava da parte delle truppe Mon di Hanthawaddy e ad inseguirle nella ritirata, fu quindi ricompensato con il feudo di Myedo diventando il principe di Myedo. Fu a fianco del padre anche nella campagna del 1760 contro il Siam che portò l'esercito birmano a cingere d'assedio la capitale Ayutthaya. In questa occasione i birmani dovettero ritirarsi dopo le gravi ferite riportate da re Alaungpaya, che morì sulla via del ritorno.

### Ascesa al trono
Al trono salì Naungdawgyi, fratello maggiore di Hsinbyushin; quest'ultimo provò invano a rovesciarlo e fu perdonato per intercessione della madre. Non partecipò comunque alle campagne contro le rivolte che scoppiarono e che furono soppresse da Naungdawgyi, il quale morì improvvisamente nel 1763, a soli 29 anni. Fu così che Hsinbyushin salì al trono all'età di 27 anni il 28 novembre 1763, fu incoronato il successivo 16 maggio con il titolo Thiri Thuriya Dhamma Razadhipati Hsinbyushin. Nel 1768 avrebbe assunto il nuovo titolo Thiri Thuriya Dhamma Mahadhammaraza Razadhipati.

### Regno

#### Politica interna
Fece subito ricostruire la devastata ex capitale Ava, che nel novembre del 1764 tornò ad essere ufficialmente la capitale. La corte vi si trasferì nell'aprile del 1765, alla fine della campagna su Manipur. Quello stesso anno Hsinbyushin fece tradurre il Vyakarana, antica opera in sanscrito su grammatica, medicina, astrologia, erotismo ecc., affiancando agli studiosi birmani dei bramini fatti arrivare appositamente da Benares in India. Nel 1771 fece preparare il nuovo codice di leggi Manusara Shwe Min Dhammathat, basato su antichi testi di legge in birmano e pali. Nel 1775 fece ingrandire la pagoda Shwedagon, che prese la conformazione attuale; la fece ricoprire con lamine d'oro e sulla sommità fu posta una guglia d'oro tempestata di gemme per sostituire quella distrutta durante il terremoto del 1769. Appassionato di poesia, la sua moglie di rango minore Ma Htwe era una nota poetessa; fece inoltre rientrare dall'esilio un dignitario di corte dopo che questi aveva scritto il famoso poema Meza Taung-Che.

#### Campagne militari

##### Manipur (1764–1765)
L'ambizione di Hsinbyushin fu quella di conquistare il Siam, e a tale scopo nel novembre del 1764 fece approntare due eserciti, uno nel nord a Kengtung e l'altro a sud a Martaban. Mentre erano in corso i preparativi, scoppiò una rivolta nel Manipur, che dal 1758 era costretto a versare contributi ai birmani. Il sovrano si pose alla guida di un terzo esercito e nel dicembre 1764 invase Manipur, nel giro di alcuni mesi fu in grado di sopprimere la rivolta, costringere il raja locale alla fuga e deportare centinaia di locali. Al suo ritorno si trasferì nella ricostruita Ava nell'aprile del 1765.

##### Regni laotiani (1765)
Il piano di conquista di Ayutthaya comprendeva l'assoggettamento dei regni laotiani per assicurarsi il controllo delle frontiere orientali del Siam. Nel gennaio 1765, un esercito birmano di 20 000 uomini guidati dal generale Ne Myo Thihapate partì da Chiang Mai diretto ad est. Il regno di Luang Prabang oppose resistenza ma già in marzo la città fu conquistata. Il Regno di Vientiane si sottomise al vassallaggio senza combattere.

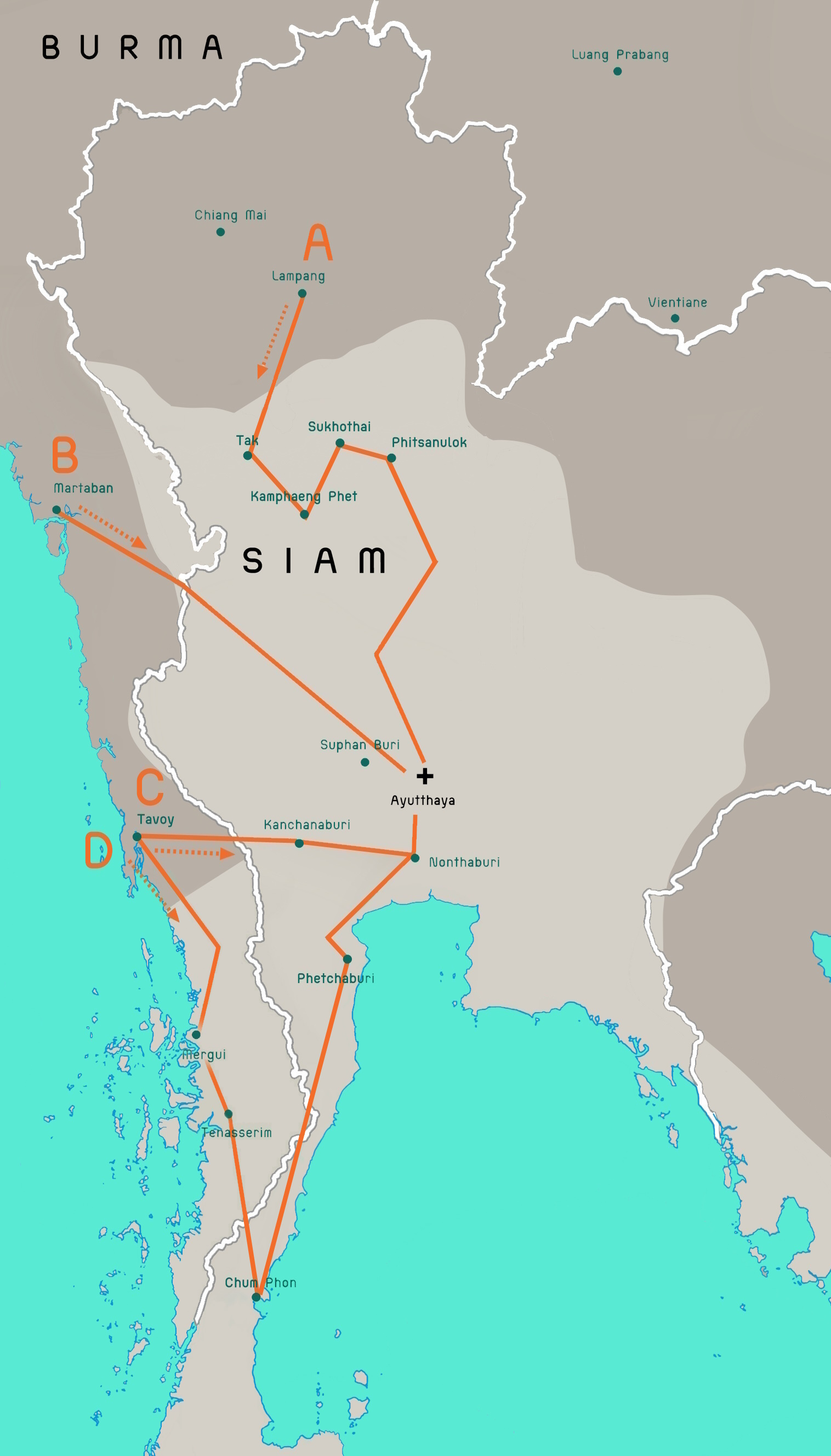
La campagna birmana in Siam tra il 1765 e il 1767

##### Siam (1765–1767)
Dopo la campagna ad est, l'esercito di Thihapate fece ritorno a Lanna e si preparò per l'invasione del Siam. L'armata del sud, affidata a Maha Nawrahta e stanziata a Martaban, si divise per portare l'attacco da diversi fronti e il grosso delle truppe si spostò a Tavoy, l'odierna Dawei, che era allora sulla frontiera meridionale tra la Birmania e il Siam. L'esercito di Thihapate si diresse lentamente a sud nell'agosto 1765 durante la stagione delle piogge e occupò nell'ordine Lampang, Tak, Kamphaeng Phet, Sukhothai e Phitsanulok prima di convergere su Ayutthaya. In ottobre si mossero le armate sud, quella di Martaban verso Suphanburi, mentre quella a Tavoy si divise in due ulteriori tronconi, il più grosso prese la via più corta per Kanchanaburi e Nonthaburi, mentre l'altro scese più a sud impossessandosi di Mergui e Tenasserim per poi risalire la penisola malese lungo la costa orientale, occupando Chumphon, Phetchaburi e ricongiungendosi a Nonthaburi.
Tutte le armate birmane si riunirono nei pressi della capitale siamese il 20 gennaio 1766, dando inizio a un assedio che sarebbe durato 14 mesi. Gli invasori riuscirono a espugnare Ayutthaya il 7 aprile 1767, la città fu saccheggiata, distrutta e data alle fiamme. Furono deportati ad Ava un gran numero di artigiani e catturati tutti i membri della famiglia reale.
La vittoria fu di breve durata, la minaccia di un'imminente invasione cinese a nord costrinse Hsinbyushin a richiamare l'esercito in patria dopo pochi mesi, lasciando una guarnigione a presidiare le rovine di Ayutthaya e un'altra nella vicina Thonburi, con l'incarico di riscuotere i tributi. Il regno siamese si era spaccato, oltre alla zona presidiata dai birmani, altri 5 territori si resero indipendenti sotto la guida di signori locali. Uno di questi era il generale Taksin, scampato dall'assedio e rifugiatosi ad est. Nel giro di pochi mesi radunò un esercito e cacciò le truppe birmane, fu incoronato sovrano del nuovo regno di Thonburi e entro il 1770 riunificò il Siam ad eccezione del Tenasserim, che rimase sotto il controllo birmano.

##### Invasioni cinesi (1765–1769)

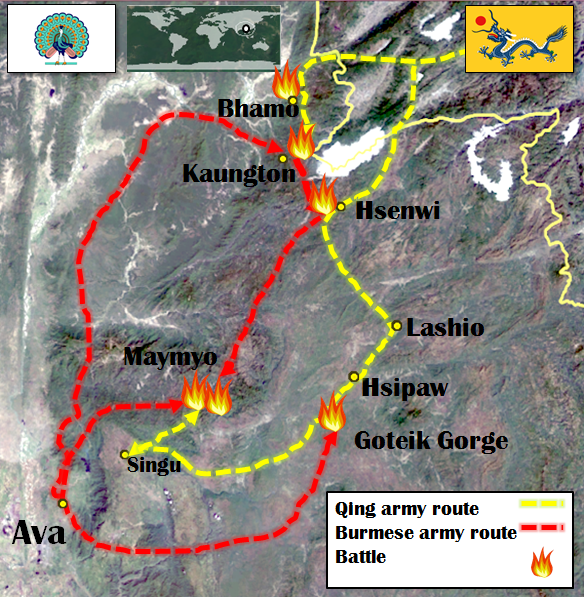
Mappa della terza invasione cinese (1767–1768)

Il conflitto con i cinesi ebbe origine negli anni 1758–59, quando Alaungpaya aveva mandato le sue truppe lungo la frontiera con la Cina per riprendere il controllo dei feudi locali, che dagli anni trenta avevano smesso di versare tributi ai birmani e li versavano ai cinesi. Inizialmente i cinesi cercarono di riprendere il controllo della zona con le locali milizie shan, ma nel 1765 l'imperatore Qianlong inviò un suo esercito di invasione, che giunse alle frontiere in dicembre, nello stesso periodo in cui gli eserciti birmani stavano marciando su Ayutthaya. Inizialmente le forze spiegate da Hsinbyushin furono in grado di respingere l'invasione e anche una seconda invasione.
La terza invasione ebbe luogo nel novembre del 1767, l'esercito cinese di 50 000 uomini sconfisse le forze birmane in dicembre nella battaglia della gola di Goteik. A questo punto Hsinbyushin richiamò il grosso dell'esercito, che era di stanza in Siam. I cinesi avanzarono vittoriosamente fino a 50 km da Ava, dove furono fronteggiati dall'esercito birmano rientrato da Ayutthaya. Le truppe di Ava sconfissero i cinesi nel marzo 1768 nella battaglia di Maymyo. Questi attacchi portarono alla perdita dei possedimenti in Siam e a una nuova rivolta di Manipur a metà del 1768; i birmani non poterono preoccuparsi di questi eventi ma si fecero trovare pronti per la quarta invasione cinese, richiamando alla frontiera tutte le forze a loro disposizione.
I cinesi giunsero nell'ottobre del 1769, ma i birmani si erano organizzati e in dicembre bloccarono e circondarono l'esercito invasore composto da 60 000 uomini. I cinesi trattarono la resa e i generali birmani, senza aver chiesto il consenso a Hsinbyushin, si accordarono per una tregua e concessero al nemico di ritirarsi dopo essersi fatti consegnare le armi. La tregua non fu avallata né da Qianlong, che non rinunciò a riprendere i territori contesi, né tanto meno da Hsinbyushin, il quale, furioso con i propri generali, stracciò la sua copia del trattato. Dopo questa invasione, un esercito cinese stazionò oltre la frontiera imponendo un blocco ai traffici commerciali per diversi anni, in attesa di un'opportunità per una nuova invasione e obbligando i birmani a tenere impegnata buona parte dell'esercito per prevenirla.

##### Manipur (1770)
La rivolta di Manipur non aveva trovato opposizione e il raja locale era tornato al potere. L'esercito birmano giunse a Manipur nel gennaio del 1770 e sconfisse le forze locali dopo tre giorni di battaglia, costringendo il raja a fuggire in Assam. Dopo aver nominato un nuovo raja di loro gradimento, i birmani fecero ritorno ad Ava.

#### Progetto di nuova invasione del Siam e rivolta mon (1773)
Con il grosso dell'esercito impegnato alla frontiera cinese, Hsinbyushin dovette rinunciare ai suoi propositi di conquistare il Siam, che si stava ben organizzando sotto la guida di Taksin. Nel 1773 si convinse però che poteva riprovare; incaricò il generale Thihapate di radunare un grosso esercito a Chiang Mai e il governatore di Martaban di fare altrettanto. Dovette invece rinunciare a causa di una rivolta a Martaban delle truppe mon, che costituivano il grosso dell'armata sud.
Causa della rivolta fu l'arroganza dei comandanti birmani e la repressione che misero in atto sulla popolazione locale mon; in particolare fu il governatore birmano di Martaban a provocare la rivolta; ordinò alle truppe mon di schierarsi in testa all'esercito e quando queste partirono chiese soldi alle loro famiglie senza ragione. Quando i militari lo vennero a sapere, tornarono subito a Martaban e si ribellarono, costringendo le truppe di etnia bamar a fuggire verso Rangoon. La reazione birmana fu particolarmente dura e 3 000 soldati mon con le famiglie si rifugiarono in Siam, mentre il resto della popolazione mon locale dovette sottostare alla repressione.

#### Problemi psico-fisici (1774)
La perdita di controllo sull'operato dei comandanti del suo esercito si aggravò nel 1774, quando Hsinbyushin contrasse una adenite tubercolare che lo indebolì e ne avrebbe causato la morte due anni dopo. Secondo la storica Helen James, il fratello Naungdawgyi e probabilmente anche il padre Alaungpaya erano morti per la stessa malattia. Gli alti ufficiali dell'esercito, la cui arroganza si era manifestata già prima che il re stesse male, iniziarono a ignorare i suoi ordini. Il re perse la sua sicurezza e divenne paranoico, nel timore di essere ucciso nel sonno fece dormire nella propria camera il comandante francese che era al suo servizio e che era l'unico di cui si fidava.
Nel dicembre 1774 fece uccidere l'ultimo re di Hanthawaddy Binnya Dala, incarcerato dal 1757, dopo che i mon avevano cercato di liberarlo, malgrado che Alaungpaya lo avesse a suo tempo graziato. Nel 1775 fece ingrandire la pagoda Shwedagon.

#### Rivolta di Lanna (1774–1775)
Anche i comandanti birmani in territorio lanna adottarono un comportamento arrogante e repressivo con la popolazione locale. Il governatore birmano di Chiang Mai mancò di rispetto ai principi locali e fece cacciare il generale Thihapate che disapprovava il suo comportamento ed aveva dato rifugio al locale nobile Kawila, ricercato dalle autorità. Questi ed altri nobili lanna si rifugiarono in Siam e diedero il via a una ribellione. Si unirono alle forze di Thonburi con le quali conquistarono Chiang Mai il 15 gennaio 1775, ponendo fine al dominio birmano sulla città che durava da 200 anni.

#### Ultime campagne militari

##### Siam (1775–1776)
Malgrado il grave peggioramento della malattia, Hsinbyushin reagì alla perdita di Chiang Mai ordinando al generale Maha Thiha Thura, distintosi nelle guerre con i cinesi, di radunare un esercito d'invasione. Questi incontrò grandi difficoltà soprattutto nella bassa Birmania, ancora scossa dalla rivolta dei mon, che si aggiungeva alla crescente insubordinazione degli ufficiali dell'esercito birmano. Vi fu inoltre una nuova ribellione di Manipur, dove il vecchio raja era tornato ed aveva preso il posto del re-fantoccio instaurato dai birmani. Hsinbyushin ordinò quindi che una parte dell'esercito destinata al Siam fosse spedita a Manipur.
La spedizione in Siam, composta da 35 000 uomini, prese il via in novembre al termine della stagione delle piogge. A Maha Thiha Thura fu affidata l'armata sud che partì da Martaban, mentre Thihapate fu posto al comando dell'armata di Chiang Saen, in territorio settentrionale lanna, che era rimasta sotto il controllo birmano. Il vice comandante dell'armata sud entrò in polemica con Maha Thiha Thura sul percorso da seguire e si ritirò con le proprie truppe. L'armata nord occupò Chiang mai mentre le truppe rimaste all'armata sud riuscirono comunque ad occupare Phitsanulok e Sukhothai, ma furono bloccate nel giugno 1776 dalla strenua resistenza siamese. Con il sovrano sul letto di morte, un numero di truppe inadeguato in confronto alle 50 000 che avevano espugnato Ayutthaya e gli altri problemi che avevano afflitto l'esercito birmano già all'inizio della campagna, le possibilità di vittoria erano ridotte al minimo.
Il 10 giugno 1776 Hsinbyushin morì a soli 39 anni e i comandanti birmani ordinarono la ritirata delle truppe. Quelle a nord lasciarono Chiang Mai e tornarono a Chiang Saen, che sarebbe rimasta alla Birmania fino alla disastrosa invasione del Siam ad opera di re Bodawpaya nella guerra dei nove eserciti del 1785-1786.

##### Manipur, Cachar e Jaintia (1775–1776)
La spedizione a Manipur riuscì nuovamente a soffocare la rivolta locale ed il raja fuggì questa volta nei territori delle vicine Cachar e Jaintia. Prima di morire, Hsinbyushin diede l'ordine di catturare il raja e l'esercito entrò nei piccoli principati. Il sovrano di Cachar fece atto di sottomissione ma il raja di Manipur riuscì a non farsi prendere. La suzeraineté a Cachar e Jaintia fu imposta con un grande numero di perdite nelle file dell'esercito birmano.

## Successione
La figlia del generale Maha Thiha Thura aveva sposato Singu, figlio di Hsinbyushin, e per la successione il generale fece rispettare i voleri del sovrano, che aveva nominato Singu erede al trono malgrado Alaungpaya avesse disposto che la precedenza dovessero averla i suoi figli più anziani rimasti in vita. Uno dei suoi primi ordini fu il ritiro delle truppe da Chiang Mai e dai territori occupati nell'invasione del Siam. Fece quindi eliminare i potenziali rivali con le esecuzioni nel 1776 di tre fratellastri e nel 1777 dello zio Amyin Mintha, che sarebbe stato l'erede al trono secondo i voleri di Alaungpaya. Fece esiliare altri zii tra i quali il principe di Badon, che sarebbe in seguito divenuto re con il nome Bodawpaya.
Al contrario di quelli dei suoi predecessori, il regno di Singu, che durò fino al 1782, fu caratterizzato da una relativa pace dopo quasi 40 anni di guerre che avevano prosciugato le risorse del Paese. Il nuovo re diffidò dei comandanti dell'esercito, inebriati dalle vittorie e diventati dei despoti arroganti, e arrivò a ottenere le dimissioni del suocero Maha Thiha Thura. La fine delle guerre fu un sollievo per il popolo, i cui uomini migliori venivano regolarmente arruolati in interminabili e logoranti campagne militari. Gli unici interventi dell'esercito birmano durante il suo regno furono a Manipur, su cui riuscì a mantenere un precario controllo. Oltre a perdere Lanna, i birmani persero nel 1778 senza combattere il vassallaggio dei regni laotiani di Vientiane e Luang Prabang, che si sottomisero ai siamesi.